# Sonata per clarinetto e pianoforte (Bernstein)
La Sonata per clarinetto e pianoforte di Leonard Bernstein, scritta tra il 1941 e il 1942 e pubblicata nel 1942, fu il primo brano pubblicato da Bernstein. È dedicato al clarinettista David Oppenheim, che Bernstein incontrò mentre studiava direzione d'orchestra con Sergej Kusevickij a Tanglewood durante le estati del 1940 e del 1941.

## Forma
Il brano dura una decina di minuti e si compone di due movimenti consecutivi. Il primo movimento è un lirico grazioso, che si apre con una linea musicale che ricorda Paul Hindemith, che era il compositore residente a Tanglewood nel 1941, e allude all'influenza di Copland e all'idilliaca atmosfera di Tanglewood. Il secondo movimento inizia con andantino (tempo in chiave 3/8) e si sposta in un veloce Vivace e leggiero dopo un'apertura tranquilla. Questo movimento è prevalentemente in 5/8 ma cambia anche tra 3/8, 4/8 e 7/8 in tutto il pezzo e prefigura il lavoro di Bernstein in West Side Story, con una linea di basso ambulante e sincopi. Successivamente ricorre lo stato d'animo più riflessivo del primo movimento, con un passaggio di ponte infuso di latino che riflette il tempo trascorso da Bernstein a Key West nelle prime fasi compositive, prima di finire in bellezza.

## Premiere
La prima ebbe luogo presso l'Institute of Modern Art di Boston, eseguita da David Glazer al clarinetto e da Leonard Bernstein, allora 23enne, al pianoforte. La prima di New York ebbe luogo un anno dopo alla New York Public Library, con Bernstein di nuovo al piano e Oppenheim al clarinetto. I due successivamente pubblicarono la prima registrazione dell'opera, sempre nel 1943.

## Accoglienza
Ora un pezzo popolare nel repertorio per clarinetto, presente nel programma d'esame DipABRSM e AMEB, le recensioni iniziali erano contrastanti. Il Boston Globe e il Boston Herald recensirono la prima. Sebbene il primo abbia elogiato le sue inflessioni jazz, entrambi ritennero che la composizione fosse più forte per il pianoforte che per il clarinetto. Molte delle prime recensioni alludevano alle influenze di Hindemith e Copland ed erano molto contrastanti. Alla fine del 1943, però, Bernstein era diventato una star della direzione grazie al suo lavoro con la New York Philharmonic e le recensioni successive furono più positive e gli aspetti jazz furono spesso citati positivamente.
La sonata è ora una parte del repertorio standard per clarinetto e altri al di fuori del mondo del clarinetto hanno abbracciato il pezzo. Nel 1994 è stato orchestrato da Sid Ramin in modo che possa essere suonato da un clarinetto solo con accompagnamento orchestrale. Yo-Yo Ma ha arrangiato questo lavoro per violoncello e pianoforte. È stato anche arrangiato per violino.
Bernstein tornò in seguito a comporre per clarinetto nel 1949, quando compose Prelude, Fugue & Riffs per clarinetto solista e jazz ensemble, dedicati a Benny Goodman.